# 八珍
「 八珍」原指八種珍貴的食物，後来指八種稀有而珍贵的烹飪原料，在中國不同朝代都有不同定義。

## 歷史沿革

### 周代
「八珍」一詞出現在周代《周禮﹒天官》：「珍用八物」、「八珍之齊」。其具體內容，據注文是指《禮記》所列：淳熬（肉醬與肉油澆米飯）、淳母（肉醬與肉油澆黄米飯）、炮豚（煨烤炸炖乳猪）、炮羊（煨烤炸炖羔羊）、搗珍（燒牛、羊、鹿里脊肉）、漬珍（酒糖沾生牛羊肉）、熬珍（類似五香牛肉乾）和肝膋（烤網油包狗肝）八種食品（或者認為是八種烹調方法）。另說「珍用八物」是指牛、羊、麋、鹿、馬、豕（豬）、狗、狼。

### 宋元明
將八珍指為原料，最早見諸文字的，是北宋元豐年間的《埤雅》。明代俞安期所輯《唐類函》指出：「按《禮》所謂八珍者……後世則侈雲龍肝、鳳髓、豹胎、鯉尾、鴞炙、猩唇、熊掌、酥酪蟬。」張九韶撰《群書指唾》也有同樣記述，只是將豹胎易為兔胎。至於龍肝、鳳髓，本屬子虛烏有，但也有以白馬之肝、雄雉之髓充數的。
元代八珍。迤北八珍（又稱蒙古八珍或北八珍）。見於元末陶宗儀《輟耕錄》。迤北八珍是醍醐（精製奶酪）、沆（有人認為是馬奶酒，也有的人認為是獐）、野駝蹄、鹿唇、駝乳糜（駝奶粥）、天鹅炙（烤天鹅）、紫玉漿（可能是紫羊的奶汁）和玄玉漿（馬奶子）。
明代八珍。見于明代張九韶的《群書拾唾》：龍肝（可能是娃娃鱼或穿山甲的肝，或是蛇的肝，也有的人认为是白馬肝）、鳳髓（可能是锦雞的腦髓）、豹胎、鯉尾（並非是鯉魚尾，因鯉魚尾並没有任何特别之處，既非稀有珍貴，也没有甚麼特殊的味道，很可能是穿山甲的尾，因古時稱穿山甲為「鯪鯉」）、鴞炙(烤貓頭鷹)、猩唇(麋鹿臉部的肉曬乾)、熊掌和酥酪蟬（可能是高级酥酪，明·李日華《六研齋筆記》則謂「乃今之抱螺酥也。其形與螺形不肖，而酷似蟬腹」）。

### 清代
清代八珍。 據載，其一是「參翅八珍」，「參翅八珍」中海產品佔半數。指參（海參）、翅（魚翅）、骨（魚明骨，也稱魚脆）、肚（魚肚）、窩（燕窩）、掌（熊掌）、筋（鹿筋）、蟆（蛤士蟆）。 
其二是「山水八珍」，
- 山八珍：熊掌、鹿茸、犀鼻（或象拔、象鼻）、駝峰、果子狸、豹胎、獅乳、猴腦。
- 水八珍：魚翅、鮑魚、魚唇、海參、裙邊（鱉的甲殼外圍裙狀軟肉）、干貝、魚脆、蛤士蟆。

其三是满漢全席的「四八珍」。
- 「山八珍」：駝峰、熊掌、猴腦、猩唇、象拔（象鼻）、豹胎、犀尾、鹿筋；
- 「海八珍」：燕窩、魚翅、烏參、魚肚、魚骨、鮑魚、海豹、狗魚（娃娃魚）；
- 「禽八珍」：紅燕、飛龍（產於東北山林中的一種叫榛雞的鳥）、鵪鶉、鷓鴣、彩雀（可能是孔雀）、斑鳩、紅頭鷹；
- 「草八珍」：猴頭（菌）、銀耳、竹蓀(竹笙)、驢窩菌、羊肚菌、花菇(泛指高級香菇)、黄花菜、雲香信（香菇中的一種）。

另據舊時南貨老人曰：「海味八樣」、「動物八珍」。
- 海味八樣：魚翅、海參、魚肚、淡菜（乾貽貝肉、青口）、乾貝（乾扇貝閉殼肌）、魚唇（魚皮）、鮑魚、魷魚；
- 動物八珍：熊掌、象鼻、駝峰、猩唇、鹿尾、猴腦、豹胎、燕窩。

鶴雲氏八珍。光緒年間，無知山人鴻雲氏撰《食品佳味備覽·八珍單》中指：熊掌、鹿尾、車鼇、魚翅、螃蟹、江珧柱（乾貝）、蘭花菇（草菇）、斑魚。
從以上各組「八珍」可心看出，所謂「八珍」並無固定模式，主觀上認為珍貴的，皆可列為「珍品」，而且花色品種越來越多。

### 民國
民國以後，飲食行業中的「八珍」因地而異，品種更多，常見的「上、中、下三八珍」其品種與以上大同小異：
- 北京上八珍：猩唇、燕窩、駝峰、熊掌、猴頭（菌）、豹胎、鹿筋、蛤士蟆；
- 烟台上八珍：猩唇、燕窩、駝峰、熊掌、猴頭（菌）、鳧脯（野鴨胸脯肉）、鹿筋、黄唇膠(黃唇魚的花膠)；
- 北京中八珍：魚翅、廣肚（香港產的鰵魚肚，即鰵魚鰾）、魚骨、龍魚腸(曼波魚腸)、烏參、鰣魚、鮑魚、乾貝﹔
- 烟台中八珍：魚翅、廣肚、鰣魚、銀耳、果子狸、蛤士蟆、魚唇、裙邊；
- 北京下八珍：川竹筍、烏魚蛋（烏魚子）、銀耳、口蘑、猴頭（菌）、裙邊、魚唇、果子狸；
- 烟台下八珍：川竹筍、海參、龍鬚菜、口蘑、烏魚蛋、赤鱗魚、乾貝、蠣黃。

### 現代
以前的八珍中，有很多現在已屬於保護動物物，國際明令禁止捕殺食用，如熊、猴、象、鹿、猩猩、豹、犀牛、天鹅、貓頭鷹、野駱駝、海豹、娃娃魚等等。如今這些動物自然也就不能列入八珍之中了。

## 其他意思
- 八珍國際：香港食品製造商，以「八珍甜醋」最為著名
- 八珍炒麵：香港的一種炒麵，有八種材料的炒麵，像雜錦炒麵。
- 一系列中藥材的名稱：包含當歸、川芎、白芍、熟地、人參、白朮、茯苓、甘草